# توماس بالدوين
توماس بالدوين (بالإنجليزية: Thomas Baldwin)‏ هو فيلسوف بريطاني، ولد في 1947.